# Castianeira trilineata
Castianeira trilineata is een spinnensoort uit de familie van de loopspinnen (Corinnidae).
De wetenschappelijke naam van de soort werd in 1847 als Herpyllus trilineatus gepubliceerd door Nicholas Marcellus Hentz.